# Carina Karlsson
Carina Karlsson (11 settembre 1963) è un'ex tennista svedese.

## Carriera
In carriera ha raggiunto una finale nel singolare all'Hilversum Trophy nel 1985, e una di doppio al Porsche Tennis Grand Prix sempre nello stesso anno, in coppia con la danese Tine Scheuer-Larsen. Nei tornei del Grande Slam ha ottenuto il suo miglior risultato a Wimbledon raggiungendo i quarti di finale nel singolare nel 1984.
In Fed Cup ha disputato un totale di 9 partite, ottenendo 2 vittorie e 7 sconfitte.

## Statistiche

### Singolare

#### Finali perse (1)
| Numero | Anno             | Torneo                      | Superficie | Avversaria in finale | Punteggio |
| ------ | ---------------- | --------------------------- | ---------- | -------------------- | --------- |
| 1.     | 11 novembre 1985 | Hilversum Trophy, Hilversum | Sintetico  | Katerina Maleeva     | 3-6, 2-6  |

### Doppio

#### Finali perse (1)
| Numero | Anno            | Torneo                                 | Superficie | Compagna            | Avversarie in finale        | Punteggio |
| ------ | --------------- | -------------------------------------- | ---------- | ------------------- | --------------------------- | --------- |
| 1.     | 20 ottobre 1985 | Porsche Tennis Grand Prix, Filderstadt | Sintetico  | Tine Scheuer-Larsen | Hana Mandlíková Pam Shriver | 2-6, 1-6  |